# سيندوس (ثيسالونيكي)
سيندوس (Σίνδος) والمعروفة سابقًا باسم تيكيلي، هي مدينة تابعة لمقاطعة سالونيك، مقر بلدية إيكيدورو وبلدية دلتا. يبلغ عدد سكانها 9289 نسمة حسب تعداد 2011.
تبعد سيندوس مسافة 14 كيلومترًا شمال غرب سالونيك وكيلومترين غرب نهر جاليكوس (إيخيدورو).  تقع المنطقة الصناعية في ثيسالونيكي على بعد مسافة قصيرة من شمال المدينة، وهي من أكبر المناطق الصناعية في اليونان.  توجد في المدينة مرافق جامعة اليونان الدولية (فرع ثيسالونيكي).
سيندوس هي مدينة قديمة ذكرها هيرودوت وعثر فيها على اكتشافات أثرية مهمة معروضة حاليًا في متحف سالونيك الأثري. وخلال حروب البلقان، جرت مفاوضات استسلام ثيسالونيكي في سيندوس التي كانت تسمى آنذاك تيكيلي. في ذلك الوقت كان يسكنها حوالي 60 عائلة أصلية. بعد كارثة آسيا الصغرى، استقرت في المنطقة 389 عائلة لاجئة يونانية وبلغ تعدادها 1,457 نسمة.

## سكان
تطور سكان السند على النحو التالي:
| التعداد | السكان |
| 1940    | 2.979  |
| 1951    | 3.692  |
| 1961    | 4.132  |
| 1971    | 4.938  |
| 1981    | 5.576  |
| 1991    | 6.059  |
| 2001    | 7.657  |
| 2011    | 9.289  |